# Фехта
Фехта (њем. Vechta) град је у њемачкој савезној држави Доња Саксонија. Једно је од 10 општинских средишта округа Фехта. Према процјени из 2010. у граду је живјело 30.998 становника. Посједује регионалну шифру (AGS) 3460009.

## Географски и демографски подаци
Фехта се налази у савезној држави Доња Саксонија у округу Фехта. Град се налази на надморској висини од 37 метара. Површина општине износи 87,8 km². У самом граду је, према процјени из 2010. године, живјело 30.998 становника. Просјечна густина становништва износи 353 становника/km².

## Међународна сарадња
| Мјесто         | Држава    | Врста сарадње | Од    |
| -------------- | --------- | ------------- | ----- |
| Сибирил        | Француска | партнерство   | 2007. |
| Сен По де Леон | Француска | партнерство   | 2007. |
| Сантек         | Француска | партнерство   | 2007. |
|                | Француска | партнерство   | 2007. |
| Ил де Бац      | Француска | партнерство   | 2007. |
| Сен По де Леон | Француска | контакт       | 2004. |
|                | САД       | пријатељство  | 1995. |
| Јасберењ       | Мађарска  | партнерство   | 1993. |
| Плуенан        | Француска | партнерство   | 2007. |
| Ле Селије      | Француска | партнерство   | 1989. |
| Мепол          | Француска | партнерство   | 2007. |
| Плугул         | Француска | партнерство   | 2007. |
| Извор          |           |               |       |